# Milton Keynes Dons Football Club
Il Milton Keynes Dons Football Club o Milton Keynes Dons (IPA: /ˌmɪltən ˈkiːnz ˈdɒnz/), più colloquialmente MK Dons, è un club calcistico inglese di Milton Keynes.
Milita nella Football League Two, quarta serie del campionato inglese di calcio.
Il club è stato fondato nel 2004, nove mesi dopo che il Wimbledon, club storico dell'omonimo quartiere londinese, aveva stabilito la propria nuova sede proprio a Milton Keynes. Il Milton Keynes Dons è dunque legalmente una continuazione del Wimbledon, anche se, dopo lunghe negoziazioni con le associazioni di tifosi del Wimbledon, il nuovo club ha accettato di restituire tutti i trofei e cimeli del Wimbledon al London Borough of Merton, accettando altresì di non rivendicare alcun legame con la storia del Wimbledon.

## Storia
La storia del Milton Keynes Dons F.C. inizia a fine anni novanta grazie all'impegno di Pete Winkelman, un promoter musicale nonché residente di Milton Keynes. Winkelman voleva far edificare un nuovo stadio multifunzionale nella sua cittadina, ma per portare a compimento questo progetto era necessario che un club calcistico professionista scegliesse Milton Keynes come propria sede ufficiale. Winkelman contattò alcuni club che potessero essere interessati al progetto: i proprietari del Wimbledon già da tempo stavano valutando l'ipotesi di un trasferimento in una nuova sede e mostrarono interesse per la proposta di Winkelman, il quale li convinse che il trasferimento nei pressi di Milton Keynes avrebbe garantito loro quel ritorno economico che andavano cercando. Gran parte dei tifosi del Wimbledon erano contrari al trasferimento.
Il 28 maggio 2002, nonostante un intero anno di proteste da parte dei tifosi del Wimbledon, la Football Association autorizzò il trasferimento a Milton Keynes. Nonostante non si trattasse del primo trasferimento di un club nella storia del calcio inglese, non era mai avvenuta la riallocazione di una società tanto importante, e di conseguenza arrivarono critiche un po' da tutte le parti. Dietro la richiesta della Football Supporters Federation, i tifosi degli altri club boicottarono le partite contro il Wimbledon, facendo precipitare gli incassi della squadra. Il 5 giugno 2003, il Wimbledon finì sotto amministrazione controllata con debiti superiori ai 20 milioni di sterline.
Durante la stagione 2003–04, il Wimbledon F.C. cedette gran parte dei suoi giocatori e al termine di un campionato mediocre finì retrocesso nella League One (nuovo nome della Second Division). Nell'estate del 2003, il National Hockey Stadium di Milton Keynes venne convertito per poter ospitare incontri calcistici, e nel settembre 2003 il Wimbledon F.C. si trasferì in questo nuovo impianto. Nella primavera del 2004, Winkelman acquistò il club oramai vicino alla bancarotta.
Nel 2008, il Milton Keynes conquistò il suo primo titolo vincendo il Football League Trophy ("Johnstone's Paint Trophy") (2–0 contro il Grimsby Town) davanti a 55 000 spettatori assiepati al Wembley Stadium. Nel maggio 2008, il club vinse il campionato di League Two, conquistando la promozione in League One per la stagione 2008–09.

### Il cambio del nome
Nel giugno 2004, andando contro le raccomandazioni della commissione della Football Association, Winkelman annunciò l'intenzione di modificare il nome del Wimbledon FC in Milton Keynes Dons FC. Non fu una decisione popolare anche perché Winkelman, in seguito a un referendum fra i tifosi dei club ufficiali della sua squadra, aveva promesso di conservare la parola "Wimbledon" nel nuovo nome della squadra. Winkelman decise anche di cambiare i colori e lo stemma del club senza alcuna consultazione con i supporter.

### I campionati
Quando iniziò la stagione 2004-05, la squadra era guidata da Stuart Murdoch. Quest'ultimo venne subito licenziato dopo un pessimo inizio di campionato e venne sostituito da Danny Wilson; con il nuovo allenatore, i Dons migliorarono nettamente e riuscirono a evitare la retrocessione in League Two. Nel campionato 2005-06, il Milton Keynes ebbe grosse difficoltà per tutta la stagione e questa volta non riuscì a evitare la retrocessione, con il conseguente licenziamento di Danny Wilson.
Il posto di Wilson per la stagione 2006-07 venne preso da Martin Allen, che trasformò immediatamente i Dons in una delle serie pretendenti per la promozione in League One. Alla fine, la squadra concluse la stagione regolare al quarto posto, guadagnando così un posto per i play-off. Il Milton Keynes venne però sconfitto dallo Shrewsbury Town nella semifinale dei play off, dicendo così addio ai sogni di promozione. Durante l'estate del 2007, Allen concluse il suo contratto e passò al Leicester City.
Per la stagione 2007-08, Paul Ince venne ingaggiato come nuovo allenatore. Nonostante un avvio difficile, i Dons conquistarono la vetta della classifica a fine settembre 2007 e non la lasciarono più. A febbraio 2008, la squadra si qualificò per la finale del Football League Trophy, vinta per 2-0 il 30 marzo 2008 contro il Grimsby Town. Il 19 aprile 2008, i Dons sconfissero lo Stockport County per 3–2 assicurandosi la promozione in League One per la stagione 2008–09.
Paul Ince, finita la stagione, passò ai Blackburn Rovers; il suo posto venne preso da Roberto Di Matteo.
Quando quest'ultimo poi passò al West Bromwich Albion, fu proprio Ince a tornare sulla panchina dei bianchi.
Il 26 agosto 2014, in Football League Cup, il MK Dons sconfigge per 4-0 il Manchester United, grazie alle doppiette di Will Grigg e Benik Afobe.
Il 3 maggio 2015, al termine dell'ultima giornata di campionato, i Dons, grazie alla roboante vittoria casalinga sullo Yeovil Town per 5-1, scavalcano in classifica il Preston Nort End, sconfitto in trasferta a Colchester, e vengono promossi in Championship per la prima volta nella loro storia, giungendo secondi alle spalle del Bristol, vincitore della League One 2014-2015.
Nel 2015-2016 il Milton Keynes Dons, classificatosi penultimo in Championship con 39 punti, torna in League One dopo una sola stagione.
Nel 2018-2019 il Milton Keynes Dons, arrivato terzo in classifica nel campionato Football League Two, torna in Football League One.

## Cronistoria

### Partecipazione ai campionati
| Livello | Categoria    | Partecipazioni | Debutto   | Ultima stagione | Totale |
| ------- | ------------ | -------------- | --------- | --------------- | ------ |
| 2º      | Championship | 1              | 2015-2016 | 2015-2016       | 1      |
| 3º      | League One   | 15             | 2004-2005 | 2022-2023       | 15     |
| 4º      | League Two   | 6              | 2006-2007 | 2025-2026       | 5      |

## Strutture

### Stadio

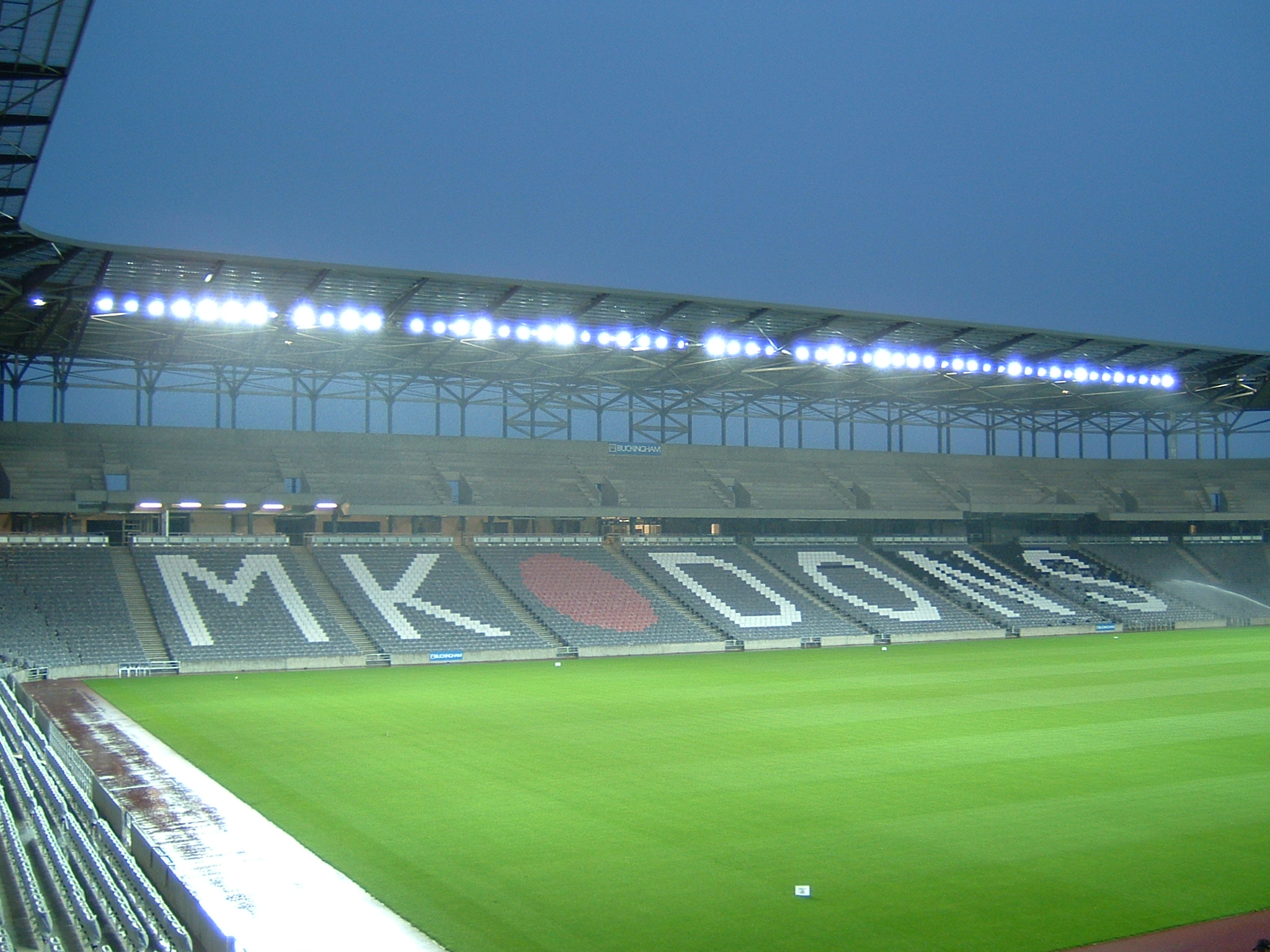
Lo stadium:mk, campo di gioco delle partite casalinghe dei Milton Keynes Dons

Il primo stadio utilizzato dal club fu il National Hockey Stadium di Milton Keynes.
Il 18 luglio 2007, venne inaugurato il nuovo impianto da 22.000 posti costruito nel distretto cittadino di Denbigh: per l'occasione, l'avversaria fu il Chelsea.

## Palmarès

### Competizioni nazionali
- Football League Two: 1

2007-2008
- Football League Trophy: 1

2007-2008

## Allenatori
In corsivo gli allenatori ad interim.
Aggiornata al 19 gennaio 2023.
| Nome              | Dal              | Al               | Risultati | Risultati | Risultati | Risultati | Risultati |
| Nome              | Dal              | Al               | G         | V         | N         | P         | %         |
| ----------------- | ---------------- | ---------------- | --------- | --------- | --------- | --------- | --------- |
| Stuart Murdoch    | 7 maggio 2004    | 8 novembre 2004  | 21        | 5         | 5         | 11        | 23,81%    |
| Jimmy Gilligan    | 8 novembre 2004  | 7 dicembre 2004  | 4         | 2         | 0         | 2         | 50,00%    |
| Danny Wilson      | 7 dicembre 2004  | 21 giugno 2006   | 81        | 25        | 32        | 24        | 30,86%    |
| Martin Allen      | 21 giugno 2006   | 25 maggio 2007   | 46        | 25        | 9         | 12        | 54,35%    |
| Paul Ince         | 25 giugno 2007   | 21 giugno 2008   | 55        | 35        | 11        | 9         | 63,64%    |
| Roberto Di Matteo | 3 luglio 2008    | 30 giugno 2009   | 41        | 22        | 7         | 12        | 53,66%    |
| Paul Ince         | 3 luglio 2009    | 10 maggio 2010   | 44        | 22        | 4         | 18        | 50,00%    |
| Karl Robinson     | 10 maggio 2010   | 23 ottobre 2016  | 346       | 147       | 81        | 118       | 42,49%    |
| Richard Barker    | 23 ottobre 2016  | 3 dicembre 2016  | 8         | 2         | 3         | 3         | 25,00%    |
| Robbie Neilson    | 3 dicembre 2016  | 20 gennaio 2018  | 66        | 26        | 16        | 24        | 39,39%    |
| Dan Micciche      | 23 gennaio 2018  | 22 aprile 2018   | 16        | 3         | 3         | 10        | 18,75%    |
| Keith Millen      | 22 aprile 2018   | 6 giugno 2018    | 3         | 1         | 0         | 2         | 33,33%    |
| Paul Tisdale      | 6 giugno 2018    | 3 novembre 2019  | 73        | 31        | 13        | 29        | 42,47%    |
| Russell Martin    | 3 novembre 2019  | 1 agosto 2021    | 80        | 30        | 19        | 31        | 37,50%    |
| Dean Lewington    | 1 agosto 2021    | 13 agosto 2021   | 1         | 0         | 1         | 0         | &0,00%    |
| Liam Manning      | 13 agosto 2021   | 11 dicembre 2022 | 83        | 40        | 15        | 28        | 48,19%    |
| Dean Lewington    | 11 dicembre 2022 | 23 dicembre 2022 | 2         | 1         | 0         | 1         | 50,00%    |
| Bradley Johnson   | 20 dicembre 2022 | 20 dicembre 2022 | 1         | 0         | 0         | 1         | &0,00%    |
| Mark Jackson      | 23 dicembre 2022 | presente         | 4         | 1         | 1         | 2         | 25,00%    |

## Organico

### Rosa 2024-2025
Aggiornata al 28 dicembre 2024.
| N. |                        | Ruolo | Calciatore         |
| -- | ---------------------- | ----- | ------------------ |
| 1  | Canada (bandiera)      | P     | Tom McGill         |
| 2  | Inghilterra (bandiera) | C     | Joe Pritchard      |
| 3  | Inghilterra (bandiera) | D     | Dean Lewington     |
| 4  | Inghilterra (bandiera) | D     | Jack Tucker        |
| 5  | Inghilterra (bandiera) | D     | Sam Sherring       |
| 6  | Galles (bandiera)      | C     | MJ Williams        |
| 7  | Inghilterra (bandiera) | C     | Jonathan Leko      |
| 8  | Inghilterra (bandiera) | C     | Alex Gilbey        |
| 9  | Galles (bandiera)      | A     | Ellis Harrison     |
| 10 | Irlanda (bandiera)     | C     | Liam Kelly         |
| 11 | Inghilterra (bandiera) | C     | Stephen Wearne     |
| 14 | Inghilterra (bandiera) | C     | Joe Tomlinson      |
| 15 | Scozia (bandiera)      | P     | Craig MacGillivray |

| N. |                        | Ruolo | Calciatore       |
| -- | ---------------------- | ----- | ---------------- |
| 16 | Scozia (bandiera)      | C     | Josh McEachran   |
| 17 | Inghilterra (bandiera) | C     | Ethan Robson     |
| 18 | Inghilterra (bandiera) | C     | Hiram Boateng    |
| 19 | Inghilterra (bandiera) | A     | Connor Wickham   |
| 20 | Irlanda (bandiera)     | A     | Troy Parrott     |
| 21 | Scozia (bandiera)      | D     | Daniel Harvie    |
| 23 | Argentina (bandiera)   | P     | Franco Ravizzoli |
| 27 | Inghilterra (bandiera) | A     | Lewis Johnson    |
| 29 | Irlanda (bandiera)     | A     | Scott Hogan      |
| 31 | Inghilterra (bandiera) | P     | Ronnie Sandford  |
| 34 | Inghilterra (bandiera) | C     | Callum Tripp     |
| 39 | Inghilterra (bandiera) | A     | Sonny Finch      |